# Bälgviken
Bälgviken è un'area urbana della Svezia situata nel comune di Eskilstuna, contea di Södermanland.
La popolazione risultante dal censimento 2010 era di 253 abitanti .